# Musca asiliformis
Musca asiliformis är en tvåvingeart som först beskrevs av Preyssler 1791.  Musca asiliformis ingår i släktet Musca och familjen snäppflugor.
Artens utbredningsområde är Tjeckien. Inga underarter finns listade i Catalogue of Life.